# Distorsión de la imagen corporal

La paciente con anorexia nerviosa percibe su imagen corporal de manera distorsionada. Se considera gorda, aunque en realidad está delgada

La distorsión de la imagen corporal consiste en la percepción alterada de las dimensiones y otras características físicas del propio cuerpo.
La apreciación de la imagen corporal propia tiene carácter subjetivo y con mucha frecuencia no se corresponde con la realidad. Muchas personas se consideran a sí mismas más viejas, jóvenes, "feas" de lo que realmente son.
El fenómeno de la distorsión de la imagen corporal adquiere gran relevancia  en los pacientes afectados de anorexia nerviosa, los cuales se ven a sí mismos con un peso normal, aunque en realidad están extremadamente delgados,  lo cual les impulsa a continuar bajando de peso poniendo en peligro su propia vida.
Otras enfermedades en las que la imagen corporal está distorsionada son la bulimia nerviosa, el trastorno dismórfico corporal y la vigorexia o dismorfia muscular. En este último trastorno el paciente se siente con una carencia de musculatura y pone en práctica conductas obsesivas para aumentar la masa muscular.
Una de las soluciones más eficaces para vencer la percepción distorsionada de la
imagen corporal es que el afectado acuda a personas cercanas con las cuales no sientan vergüenza de manifestar su preocupación física en aquellos casos en que se perciba “gordo”. Un modo efectivo es a través de imágenes de otros individuos, donde se trata de concienciar al paciente de cuál es su estado físico real y ayudarle a discernirlo de la alteración que produce el trastorno.